# تمام‌نگاری رنگین‌کمانی

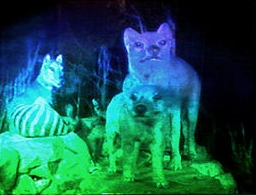
یک تمام‌نگار رنگین‌کمانی.

هولوگرام یا تمام‌نگار رنگین‌کمانی یا هولوگرام بنتون (به انگلیسی: Benton hologram)، نوعی هولوگرام است که در سال ۱۹۶۸ توسط دکتر استفان ا. بنتون در شرکت پلاروید (بعد ام‌آی‌تی) ساخته شده‌است. تمام نگارهای رنگین کمان که طراحی شده‌اند به جای نور لیزر که پیش از این لازم بود با روشن سازی توسط نور سفید مشاهده می‌شوند.
در فرایند ضبط تمام نگاری رنگین کمان برای از بین بردن اختلاف منظر عمودی در تصویر خروجی و تا حد زیادی کاهش تاری طیفی از شکاف افقی استفاده می‌شود در حالی که خاصیت سه بعدی برای اکثر ناظران حفظ می‌شود. ناظری که در مقابل یک تمام نگار رنگین کمان به بالا و پایین جا به جا می‌شود تغییر در طیف رنگ می‌بیند و نه منظرهای مختلف در حالت عمودی. استریوپسیس **(از στερεο- یونانی stereo- به معنی «جامد»، و ὄψις opsis، «ظاهر، دید») یک اصطلاح است که اغلب برای اشاره به درک عمق و ساختار ۳ بعدی به دست آمده بر اساس بصری است اطلاعات حاصل از دو چشم توسط افراد با دید دو چشمی به طور معمول توسعه یافته‌است. **) و اختلاف منظر حرکت افقی، دو نشانه نسبتا قدرتمندند که عمق را سبب می‌شوند، حفظ می‌شوند.
تمام‌نگار بر روی کارت‌های اعتباری نمونه‌هایی از تمام نگار رنگین کمان می‌باشد.

## چگونگی عملکرد
شکل ۲ یک آرایش نوری برای ساخت یک تمام نگار رنگین کمان را نشان می‌دهد. جسم که با نور لیزر (در نمودار نشان داده نشده‌است) روشن شده، و یک تصویرکه در صفحه هولوگرام شکل گرفته، برای ضبط هولوگرام استفاده شده‌است. یک شکاف افقی باریک، بین جسم و لنز قرار می‌گیرد. صفحه هولوگرام نیز با یک پرتو مرجع به دست آمده ازهمان لیزر (در نمودار نشان داده نشده‌است) روشن، و الگوی تداخل بین جسم و مرجع پرتوهای ثبت می‌شود.
هولوگرام توسعه توسط یافته (ثبت و ظهور یافته) توسط پرتو شبیه به پرتو اصلی مرجع روشن می‌شود. تصویر بازسازی شده از تصویر اصلی واقعی (حقیقی) را می‌توان با یک ناظر واقع در سمت راست از هولوگرام دید. با این حال، این تصویر همانطور که مشاهده می‌شود از طریق شکاف بازسازی شده در سمت راست صفحه ظاهر خواهد شد. این به این معنی است که تنها یک بخش افقی کوچکی از تصویر را می‌توان از هر مکان دید، هر چند اگر ناظرموقعیت در حال مشاهده خودرا تغییر دهد، بخش‌های مختلف از جسم دیده می‌شود. اگر هولوگرام با یک پرتو لیزر با طول موج مختلف روشن شود، موقعیت تصویر بازسازی تغییر خواهد کرد. هنگامی که هولوگرام با یک منبع نور سفیدروشن می‌شود به سمت چپ صفحه هولوگرام هدایت می‌شود، هر رنگ بخش‌های مختلف از تصویر در زاویه کمی متفاوت بازسازی می‌کند، به طوری که کل شی در حال حاضر دیده می‌شود، اما با رنگ‌های مختلف در جهت عمودی.
این هولوگرام یک هولوگرام عبوری است که در آن هولوگرام در یک طرف روشنسازی می‌شود، و در سمت دیگر مشاهده می‌شود. روشن سازی و مشاهده (نمایش) را می‌توان در یک سمت انجام داد. اگر هولوگرام بر روی یک سطح منعکس کننده نصب شده باشد. تکثیر انبوه چنین هولوگرام می‌تواند با استفاده از یک فرایند کندهکاری برجسته (منبت) انجام داد. اینها در طیف گسترده‌ای از برنامه‌های امنیتی مانند کارت‌های اعتباری، اسکناس و کالا با کیفیت استفاده می‌شود.